# Біла Церква (метеорит)
Бі́ла Це́рква (англ. Bila Tserkva) — кам'яний метеорит-хондрит звичайний вагою 1826 грамів.
Синоніми: Київ (Kiev), Belaja Zerkov, Belaja Zerkow, Bjelaja Zerkov, Bialacerkiew.
Місце падіння — село Блощинці Білоцерківського району  Київської області, Україна.
Час падіння — 14 січня 1797 року.
Перший екземпляр першопочатковою вагою близько 9,2 кг, зберігся екземпляр вагою 1,826 кг (АН УРСР).